# Jean-Pierre Mangin
Pour les articles homonymes, voir Mangin.
Jean-Pierre Mangin (né le 26 octobre 1937) est un philatéliste français spécialisé dans la recherche des erreurs sur les timbres-poste. Il est ainsi l'auteur d’un Guide mondial des timbres erronés en 2 tomes et d'une rubrique mensuelle sur ce sujet dans L'Écho de la timbrologie dans les années 2000.

## Parcours
Membre correspondant de l’Académie de philatélie à partir de janvier 1989, il est membre titulaire du 34e siège en juin 1994 et président de l'Académie européenne de philatélie de janvier 2000 à sa démission, le 6 juin 2007. Au cours de son mandat à l'Académie européenne, le nombre de nationalités représentées par les membres passe de 17 à 41. Depuis 2005, il est président de la Société philatélique France-Roumanie.
En 2005, il est radié de l'Académie de philatélie et de la Réal Academia Hispanica de Philatelia, et démissionne de l'Académie européenne en 2007, 
Le 26 octobre 2007, il crée l'Académie mondiale de philatélie au Luxembourg, dont il est le président fondateur.
Il est commandeur dans l'ordre des Arts et des Lettres depuis 2007.

## Œuvres
Jean-Pierre Mangin a écrit quelques centaines d'articles pour des magazines et revues philatéliques, notamment les Documents philatéliques de l'Académie de philatélie, Le Monde des philatélistes et L'Écho de la Timbrologie.
- Les Généraux meusiens de la Révolution et de l'Empire, Bar-le-Duc, 1969. Prix de l'Académie de Stanislas.
- Avec René Geslin, Le Cycle et la Poste, Bar-le-Duc, 1988. Du rôle des cycles dans la distribution du courrier en France et des timbres de ce thème.
- Guide mondial des timbres erronés. Errors on stamps, Yvert et Tellier, volume 1, 1999,  (ISBN 2868141056) ; volume 2, édition bilingue anglais-français, 2005.
- Avec Claude Guintard, Alain François et Marie-Noëlle Goffin, Mammifères sauvages. Nouvelle classification des Ongulés, Bar-le-Duc, 2010. Edition bilingue anglais-français.